# Brigitte Sy
Brigitte Sy ( 26. ledna 1956 Paříž) je francouzská herečka a režisérka. Byla manželkou režiséra Philippa Garrela. Jejich děti, Louis a Esther, se rovněž věnují filmu. V roce 1983 hrála v manželově filmu Liberté, la nuit. Později hrála v několika jeho dalších snímcích, konkrétně Les Baisers de secours (1989), J'entends plus la guitare (1991) a Pravidelní milenci (2005). Dále hrála například ve filmech Schůzka s Venuší (1991) a Vyhlášení války (2011). V roce 2010 uvedla svůj režijní debut pod názvem Les Mains libres. Rovněž natočila krátký snímek L'endroit idéal (2008) a druhý celovečerní film uvedla roku 2015 (L'Astragale).